# 출림인

민족기

출림인(Chulym) 또는 출림 타타르인은 러시아 톰스크 주와 크라스노야르스크 변경주에 주로 사는 튀르크계 민족이다. 2002년 인구조사 기준으로 러시아에 656명의 출림인이 있다.
오비강의 한 지류인 출림강의 중, 상류 유역에 살며, 러시아인은 이들을 출림 타타르인이라고 불렀다. 본래 시비르 칸국에 속해 있다가 16세기 예르마크 티모페예비치의 원정대에 쫓겨온 여러 민족이 출림강에 이르러 섞여 출림인을 이루게 되었다고 한다.

## 같이 보기
- 시베리아 타타르인
- 출림어